# Oussières
Oussières är en kommun i departementet Jura i regionen Bourgogne-Franche-Comté i östra Frankrike. Kommunen ligger i kantonen Poligny som tillhör arrondissementet Lons-le-Saunier. År 2022 hade Oussières 237 invånare.

## Befolkningsutveckling
Antalet invånare i kommunen Oussières
Referens:INSEE